# Primer ministro de Georgia
El primer ministro de Georgia es el ministro más importante dentro del gabinete de Georgia, nombrado por el presidente.

## Historia
El título oficial del jefe del Gobierno de Georgia ha variado a lo largo de la historia, sin embargo, los deberes y funciones han cambiado solo marginalmente. El título oficial actual fue establecido en la constitución reformada en 2004.
El 15 de octubre de 2010, el Parlamento de Georgia aprobó una nueva reforma constitucional, la cual redujo enormemente el poder del Presidente en favor del primer ministro y el gobierno. La nueva constitución entró en vigencia el 17 de noviembre de 2013.

## Funciones
El primer ministro es nombrado por el presidente, con consentimiento del parlamento. Si el presidente no puede terminar su mandato, las responsabilidades recaen en el presidente del Parlamento. Si este no puede y el Parlamento es disuelto, el primer ministro ejercerá las responsabilidades presidenciales.
Como jefe del gobierno, ejerce la coordinación y el control de la actividad de los miembros del Gobierno, presenta informes sobre la actividad del Gobierno al presidente y es responsable de la actividad del Gobierno ante el presidente y el parlamento. Emite un acto jurídico individual: una orden, y ejerce todas las funciones administrativas en el edificio del Gobierno. También debe firmar los decretos y resoluciones presidenciales. Nombra y destituye a los miembros del gabinete con consentimiento del presidente.
La renuncia del primer ministro o la terminación del cargo dará lugar a la terminación del cargo de los demás miembros del Gobierno. En caso de renuncia, el primer ministro nombrará un nuevo miembro del Gobierno dentro de dos semanas, con consentimiento del presidente.

## Jefes de gobierno de Georgia

### República Democrática de Georgia (1918-1921)
Primeros ministros
| N.º | N.º | Imagen | Nombre         | Inicio              | Final               | Partido                            |
| --- | --- | ------ | -------------- | ------------------- | ------------------- | ---------------------------------- |
|     | 1   |        | Noe Ramishvili | 26 de mayo de 1918  | 24 de junio de 1918 | Partido Socialdemócrata de Georgia |
|     | 2   |        | Noe Zhordania  | 24 de junio de 1918 | 18 de marzo de 1921 | Partido Socialdemócrata de Georgia |

### República Federal Socialista Soviética de Transcaucasia (1922-1936) y República Socialista Soviética de Georgia (1936-1991)
| N.º                 | N.º | Imagen            | Nombre                        | Inicio                              | Final                    | Partido                      | Título                                          |
| ------------------- | --- | ----------------- | ----------------------------- | ----------------------------------- | ------------------------ | ---------------------------- | ----------------------------------------------- |
|                     | 1   |                   | Polikarp Mdivani              | 7 de marzo de 1922                  | abril de 1922            | Partido Comunista de Georgia | Presidente del Consejo de Comisarios del Pueblo |
|                     | 2   |                   | Sergey Kavtaradze             | abril de 1922                       | enero de 1923            | Partido Comunista de Georgia | Presidente del Consejo de Comisarios del Pueblo |
|                     | 3   |                   | Shalva Eliava                 | enero de 1923                       | junio de 1927            | Partido Comunista de Georgia | Presidente del Consejo de Comisarios del Pueblo |
|                     | 4   |                   | Lavrenty Kartvelishvili       | junio de 1927                       | junio de 1929            | Partido Comunista de Georgia | Presidente del Consejo de Comisarios del Pueblo |
|                     | 5   |                   | Filipp Makharadze (1886–1941) | junio de 1929                       | enero de 1931            | Partido Comunista de Georgia | Presidente del Consejo de Comisarios del Pueblo |
|                     | 6   |                   | Levan Sukhishvili             | enero de 1931                       | 22 de septiembre de 1931 | Partido Comunista de Georgia | Presidente del Consejo de Comisarios del Pueblo |
|                     | 7   |                   | German Mgaloblishvili         | 22 de septiembre de 1931            | 9 de julio de 1937       | Partido Comunista de Georgia | Presidente del Consejo de Comisarios del Pueblo |
|                     | 8   |                   | Valerian Bakradze             | 9 de julio de 1937                  | 15 de abril de 1946      | Partido Comunista de Georgia | Presidente del Consejo de Comisarios del Pueblo |
| 15 de abril de 1946 | 8   | diciembre de 1946 | Valerian Bakradze             | Presidente del Consejo de Ministros |                          | Partido Comunista de Georgia |                                                 |
|                     | 9   |                   | Zakhary Chkhubianishvili      | diciembre de 1946                   | 6 de abril de 1952       | Partido Comunista de Georgia | Presidente del Consejo de Ministros             |
|                     | 10  |                   | Zakhary Ketskhoveli           | 6 de abril de 1952                  | 16 de abril de 1953      | Partido Comunista de Georgia | Presidente del Consejo de Ministros             |
|                     | 11  |                   | Valerian Bakradze             | 16 de abril de 1953                 | 20 de septiembre de 1953 | Partido Comunista de Georgia | Presidente del Consejo de Ministros             |
|                     | 12  |                   | Givi Dzhavajishvili           | 21 de septiembre de 1953            | 17 de diciembre de 1975  | Partido Comunista de Georgia | Presidente del Consejo de Ministros             |
|                     | 13  |                   | Zurab Pataridze               | 17 de diciembre de 1975             | 5 de junio de 1982       | Partido Comunista de Georgia | Presidente del Consejo de Ministros             |
|                     | 14  |                   | Dmitry Kartvelishvili         | 2 de julio de 1982                  | 12 de abril de 1986      | Partido Comunista de Georgia | Presidente del Consejo de Ministros             |
|                     | 15  |                   | Otar Cherkezia                | 12 de abril de 1986                 | 29 de marzo de 1989      | Partido Comunista de Georgia | Presidente del Consejo de Ministros             |
|                     | 16  |                   | Zurab Chkheidze               | 29 de marzo de 1989                 | 14 de abril de 1989      | Partido Comunista de Georgia | Presidente del Consejo de Ministros             |
|                     | 17  |                   | Nodari Chitanava              | 14 de abril de 1989                 | 15 de noviembre de 1990  | Partido Comunista de Georgia | Presidente del Consejo de Ministros             |
|                     | 18  |                   | Tengiz Sigua                  | 15 de noviembre de 1990             | 18 de agosto de 1991     | Independiente                | Presidente del Consejo de Ministros             |

### Georgia (1991-presente)
Primeros ministros
| N.º | N.º | Nombre                         | Imagen | Inicio               | Final                | Partido                    |
| --- | --- | ------------------------------ | ------ | -------------------- | -------------------- | -------------------------- |
|     | —   | Murman Omanidze (interino)     |        | 18 de agosto de 1991 | 23 de agosto de 1991 | Independiente              |
|     | 1   | Besarion Gugushvili (1945-)    |        | 23 de agosto de 1991 | 6 de enero de 1992   | Mesa Redonda-Georgia Libre |
|     | 2   | Tengiz Sigua                   |        | 6 de enero de 1992   | 6 de agosto de 1993  | Independiente              |
|     | —   | Eduard Shevardnadze (interino) |        | 6 de agosto de 1993  | 20 de agosto de 1993 | Independiente              |
|     | 3   | Otar Patsatsia                 |        | 20 de agosto de 1993 | 5 de octubre de 1995 | Independiente              |

Ministros de Estado
| N.º | N.º | Nombre              | Imagen | Inicio                  | Final                   | Partido                        |
| --- | --- | ------------------- | ------ | ----------------------- | ----------------------- | ------------------------------ |
|     | 1   | Niko Lekishvili     |        | 8 de diciembre de 1995  | 26 de julio de 1998     | Unión de Ciudadanos de Georgia |
|     | 2   | Vazha Lortkipanidze |        | 31 de julio de 1998     | 11 de mayo de 2000      | Unión de Ciudadanos de Georgia |
|     | 3   | Giorgi Arsenishvili |        | 11 de mayo de 2000      | 21 de diciembre de 2001 | Unión de Ciudadanos de Georgia |
|     | 4   | Avtandil Jorbenadze |        | 21 de diciembre de 2001 | 27 de noviembre de 2003 | Unión de Ciudadanos de Georgia |
|     | 5   | Zurab Shvania       |        | 27 de noviembre de 2003 | 17 de febrero de 2004   | Movimiento Nacional Unido      |

Primeros ministros
| N.º | N.º | Nombre                        | Imagen | Inicio                  | Final                   | Partido                   |
| --- | --- | ----------------------------- | ------ | ----------------------- | ----------------------- | ------------------------- |
|     | 4   | Zurab Shvania                 |        | 17 de febrero de 2004   | 3 de febrero de 2005    | Movimiento Nacional Unido |
|     | —   | Mijeíl Saakashvili (interino) |        | 3 de febrero de 2005    | 17 de febrero de 2005   | Movimiento Nacional Unido |
|     | 5   | Zurab Nogaideli               |        | 17 de febrero de 2005   | 16 de noviembre de 2007 | Movimiento Nacional Unido |
|     | —   | Giorgi Baramidze (interino)   |        | 16 de noviembre de 2007 | 22 de noviembre de 2007 | Movimiento Nacional Unido |
|     | 6   | Lado Gurgenidze               |        | 22 de noviembre de 2007 | 1 de noviembre de 2008  | Independiente             |
|     | 7   | Grigol Mgaloblishvili         |        | 1 de noviembre de 2008  | 6 de febrero de 2009    | Independiente             |
|     | 8   | Nika Gilauri                  |        | 6 de febrero de 2009    | 4 de julio de 2012      | Independiente             |
|     | 9   | Vano Merabishvili             |        | 4 de julio de 2012      | 25 de octubre de 2012   | Movimiento Nacional Unido |
|     | 10  | Bidzina Ivanishvili           |        | 25 de octubre de 2012   | 20 de noviembre de 2013 | Sueño Georgiano           |
|     | 11  | Irakli Garibashvili           |        | 20 de noviembre de 2013 | 30 de diciembre de 2015 | Sueño Georgiano           |
|     | 12  | Giorgi Kvirikashvili          |        | 30 de diciembre de 2015 | 13 de junio de 2018     | Sueño Georgiano           |
|     | 13  | Mamuka Bakhtadze              |        | 20 de junio de 2018     | 2 de septiembre de 2019 | Sueño Georgiano           |
|     | 14  | Gueorgui Gajaria              |        | 8 de septiembre de 2019 | 18 de febrero de 2021   | Sueño Georgiano           |
|     | 15  | Irakli Garibashvili           |        | 22 de febrero de 2021   | 29 de enero de 2024     | Sueño Georgiano           |
|     | 16  | Irakli Kobajidze              |        | 8 de febrero de 2024    | en el cargo             | Sueño Georgiano           |